# José Gayà
Gayà  Peña est un nom espagnol. Le premier nom de famille, en général paternel, est Gayà ; le second, en général maternel, souvent omis, est Peña.
José Gayà, de son nom complet José Luis Gayà Peña, né le 25 mai 1995 à Pedreguer en Espagne, est un footballeur international espagnol. Il évolue au poste d'arrière gauche au Valence CF.

## Biographie

### Carrière en club

#### Valence CF (depuis 2012)
Natif de Pedreguer, en Espagne, José Gayà est formé par le Valence CF, où il évolue au poste d'attaquant à ses débuts avant d'être repositionné arrière gauche. Il joue son premier match en équipe première le 30 octobre 2012, à l'occasion d'une rencontre de coupe d'Espagne contre l'UE Llagostera où il est titularisé. Son équipe s'impose par deux buts à zéro ce jour-là.
José Gayà joue son premier match en Liga le 27 avril 2014, lors d'un match à Mestalla face à l'Atlético de Madrid. Valence s'incline sur le score de un but à zéro ce jour-là.
Le 23 mai 2018, José Gayà signe un nouveau contrat de cinq ans avec Valence, avec une clause libératoire de 100 millions d'euros.
Le Valence CF atteint la finale de l'édition 2019 de la Coupe d'Espagne. Celle-ci a lieu le 25 mai 2019, jour des 24 ans de Gayà, et Valence affronte le FC Barcelone, tenant du titre. Titularisé, il se fait remarquer en délivrant une passe décisive pour Kevin Gameiro et son équipe s'impose finalement par deux buts à un. Valence met fin à une série de quatre victoires consécutives des Blaugrana dans la compétition, l'année du centenaire du club. Il s'agit du premier trophée remporté par José Gayà avec son club formateur.
Elément incontournable de la formation Ché et idole des supporteurs du club à l'instar de son coéquipier depuis les équipes jeune du club Carlos Soler, il devient capitaine du club à partir de la saison 2020-2021, à la suite du départ de Dani Parejo.
En octobre 2022, son contrat avec le Valence CF est prolongé jusqu'en 2027.

### Équipe nationale
José Gayà représente l'équipe d'Espagne des moins de 19 ans. Il joue un total de huit matchs entre 2013 et 2014.
José Gayà reçoit sa première sélection avec l'équipe d'Espagne espoirs le 9 septembre 2014 contre l'Autriche. Il est titularisé ce jour-là et les deux équipes se neutralisent (1-1). Avec cette sélection il participe au championnat d'Europe espoirs qui a lieu en Pologne en 2017. Il joue trois matchs en tant que titulaire dont la finale perdue face à l'Allemagne (1-0).
José Gayà honore sa première sélection avec l'équipe d'Espagne sous les ordres de Luis Enrique le 11 septembre 2018 face à la Croatie (victoire 6 à 0 des Espagnols). Il inscrit son premier but avec l'Espagne lors de sa cinquième cap, le 7 juin 2019 contre les Îles Féroé, match que La Roja remporte sur le score de quatre buts à un. En septembre 2020, lors de la Ligue des nations, il inscrit face à l'Allemagne un but dans les arrêts de jeu, permettant à la Roja de ramener le point du match nul du stade Mercedes-Benz Arena de Stuttgart (score 1-1).
Il fait partie de la liste de 24 joueurs établie par le sélectionneur Luis Enrique pour l'Euro 2020.
Le 11 novembre 2022, il fait partie de la sélection de 26 joueurs établie par Luis Enrique pour participer à la Coupe du monde 2022. Cinq jours plus tard, il subit une entorse de la cheville droite lors d'un entraînement. Alors qu'initialement son indisponibilité n'est certaine que pour le premier match de l'Espagne face au Costa Rica, il est finalement forfait pour l'ensemble de la compétition et est remplacé dans la sélection espagnole par Alejandro Balde.

## Statistiques
| Saison                | Club                  | Championnat           | Championnat | Championnat | Championnat | Coupe(s) nationale(s) | Coupe(s) nationale(s) | Coupe(s) nationale(s) | Supercoupe | Supercoupe | Supercoupe | Compétition(s) continentale(s) | Compétition(s) continentale(s) | Compétition(s) continentale(s) | Compétition(s) continentale(s) | Espagne | Espagne | Espagne | Total | Total | Total |
| Saison                | Club                  | Division              | M.          | B.          | P.d.        | M.                    | B.                    | P.d.                  | M.         | B.         | P.d.       | Comp.                          | M.                             | B.                             | P.d.                           | M.      | B.      | P.d.    | M.    | B.    | P.d.  |
| 2012-2013             | Valence CF            | Liga                  | -           | -           | -           | 1                     | 0                     | 0                     | -          | -          | -          | C1                             | -                              | -                              | -                              | -       | -       | -       | 1     | 0     | 0     |
| 2013-2014             | Valence CF            | Liga                  | 1           | 0           | 0           | -                     | -                     | -                     | -          | -          | -          | C3                             | 3                              | 0                              | 0                              | -       | -       | -       | 4     | 0     | 0     |
| 2014-2015             | Valence CF            | Liga                  | 35          | 1           | 6           | 2                     | 1                     | 0                     | -          | -          | -          | -                              | -                              | -                              | -                              | -       | -       | -       | 37    | 2     | 6     |
| 2015-2016             | Valence CF            | Liga                  | 20          | 0           | 0           | 5                     | 1                     | 0                     | -          | -          | -          | C1+C3                          | 7+4                            | 0+0                            | 2+1                            | -       | -       | -       | 36    | 1     | 3     |
| 2016-2017             | Valence CF            | Liga                  | 27          | 1           | 3           | 3                     | 0                     | 0                     | -          | -          | -          | -                              | -                              | -                              | -                              | -       | -       | -       | 30    | 1     | 3     |
| 2017-2018             | Valence CF            | Liga                  | 34          | 0           | 5           | 4                     | 0                     | 0                     | -          | -          | -          | -                              | -                              | -                              | -                              | -       | -       | -       | 38    | 0     | 5     |
| 2018-2019             | Valence CF            | Liga                  | 35          | 1           | 2           | 5                     | 0                     | 1                     | -          | -          | -          | C1+C3                          | 5+4                            | 0                              | 0+1                            | 5       | 1       | 0       | 54    | 2     | 4     |
| 2019-2020             | Valence CF            | Liga                  | 24          | 0           | 1           | 1                     | 0                     | 0                     | 1          | 0          | 0          | C1                             | 6                              | 0                              | 1                              | 2       | 0       | 2       | 34    | 0     | 4     |
| 2020-2021             | Valence CF            | Liga                  | 33          | 1           | 7           | 1                     | 0                     | 0                     | -          | -          | -          | -                              | -                              | -                              | -                              | 8       | 1       | 2       | 42    | 2     | 9     |
| 2021-2022             | Valence CF            | Liga                  | 24          | 2           | 4           | 7                     | 0                     | 0                     | -          | -          | -          | -                              | -                              | -                              | -                              | 2       | 1       | 0       | 33    | 3     | 4     |
| 2022-2023             | Valence CF            | Liga                  | 31          | 1           | 3           | 2                     | 0                     | 0                     | 1          | 0          | 0          | -                              | -                              | -                              | -                              | 2       | 0       | 0       | 36    | 1     | 3     |
| 2023-2024             | Valence CF            | Liga                  | 24          | 1           | 2           | 2                     | 1                     | 1                     | 1          | 0          | 0          | -                              | -                              | -                              | -                              | 3       | 0       | 2       | 30    | 2     | 5     |
| 2024-2025             | Valence CF            | Liga                  | 23          | 0           | 1           | -                     | -                     | -                     | -          | -          | -          | -                              | -                              | -                              | -                              | -       | -       | -       | 23    | 0     | 1     |
| Total sur la carrière | Total sur la carrière | Total sur la carrière | 311         | 8           | 34          | 33                    | 3                     | 2                     | 3          | 0          | 0          | -                              | 29                             | 0                              | 5                              | 22      | 3       | 6       | 398   | 14    | 47    |

## Palmarès

### En club
Avec le Valence CF, José Gayà remporte la Coupe du Roi en 2019 et en est finaliste en 2022.

### En équipe nationale
Avec l'équipe d'Espagne espoirs, il est finaliste du Championnat d'Europe espoirs en 2017.